# Manvendra Singh Gohil
Yuvraj Shri Manvendra Singh Raghubir Singh ji Sahib (23 de septiembre de 1965), conocido como Manvendra Singh Gohil, Manavendrasingh Gohil o Manvendra Gohil, es el príncipe del estado indio de Rajpipla. Siguiendo las convenciones para nombrar a la realeza putativa india, se le nombra primero por el nombre y no por los apellidos.
Fue desheredado después de salir del armario como gay, pero más tarde fue recibido de vuelta en la familia. En 2008 es la única persona de linaje real en la India moderna que ha reconocido públicamente su homosexualidad.
En enero de 2008, mientras estaba realizando una ceremonia anual en Rajpipla en honor de su bisabuelo Vijay singh Gohil, el Príncipe anunció sus planes de adoptar a un niño de su familia, diciendo: «Hasta el momento, he llevado a cabo todas mis responsabilidades como príncipe y continuaré el tiempo que pueda. También adoptaré un niño para que las tradiciones continúen.» Si la adopción se lleva a cabo, será el primer caso de un hombre gay soltero que adopte un niño en la India.

## Juventud
Nació en Ajmer, el 23 de septiembre de 1965, hijo de Maharana Shri Raghubir Singhji Rajendrasinghji Sahib, que ha sido maharajá de Rajpipla desde 1963. El príncipe Manvendra tuvo una educación tradicional y conservadora. Fue educado en Scottish High School y en la Universidad de Amrutben Jivanlal College of Commerce and Economics, Vile Parle, Bombay.
En enero de 1991, se casó con la princesa Yuvrani Chandrika Kumari de Jhabua, Madhya Pradesh, porque, según afirma, «Pensé que después del matrimonio estaría bien, porque nunca supe y nadie me dijo que era gay y [que] eso es normal. La homosexualidad no es una enfermedad. Siento muchísimo haber arruinado su vida. Me siento culpable.» El matrimonio acabó en divorcio cuando Manvendra reveló a su esposa su homosexualidad. «Fue un desastre total. Un fracaso total. El matrimonio nunca fue consumado. Me di cuenta de que había hecho algo muy malo.»

## Salida del armario
Era difícil ser gay en mi familia. El pueblo nos adora y somos modelos de comportamiento para ellos. Mi familia no nos permitía mezclarnos con personas ordinarias o de las castas bajas. Nuestro contacto con el mundo liberal era mínimo. Sólo cuando fui hospitalizado tras mi crisis nerviosa en 2002, mis médicos informaron a mis padres sobre mi sexualidad. Todos esos años estuve ocultando mi sexualidad de mis padres, familia y gente. Nunca me gustó y quería enfrentar la realidad. Cuando salí del armario y di una entrevista a un periodista amable, mi vida se transformó. Ahora la gente me acepta.

La homosexualidad de Manvendra fue revelada a la familia por los médicos, tras su hospitalización por una crisis nerviosa en 2002. Sin embargo, su familia sólo actuó cuando habló públicamente de su homosexualidad en 2006 y le acusó de deshonrar la dinastía. El 14 de marzo de 2006 su salida del armario llegó a los titulares de los periódicos de la India y de todo el mundo. Efigies del príncipe fueron quemadas en Rajpipla y se demandó que se le quitaran los títulos. El acto de desheredarlo no dejó de ser un acto simbólico más que un acto legal debido a las leyes modernas de herencia en la India. Posteriormente fue perdonado por su padre y sus títulos han sido restaurados.
Gohil ha sido entrevistado en The Oprah Winfrey Show el 24 de octubre de 2007. Gohil fue una de las tres personas que fueron invitadas para el programa titulado «Gay Around the World». Comentó que no se arrepiente de haber salido del armario y que cree que la gente de su estado lo respeta por su liderazgo en la prevención y la educación sobre el sida. Sobre su salida del armario comentó:

Sabía que nunca me aceptarían por quien realmente soy, pero también sabía que no podía seguir viviendo una mentira. Quería salir del armario porque me había involucrado en el activismo [LGBT] y sentía que ya no estaba bien vivir en el armario. Salí del armario como gay a un periódico de Guyaratí porque quería que las personas discutieran abiertamente la homosexualidad, puesto que es un asunto ocultado con muchos estigmas asociados.

## Actividades caritativas
En el año 2000, Manavendra creó Lakshya Trust, un grupo dedicado a la educación y prevención del sida, del que es director. La organización es una fundación pública de fines caritativos, que trabaja sobre todo entre «hombres que tienen sexo con hombres». Provee servicios de orientación psicológica, clínicas para el tratamiento de enfermedades de transmisión sexual, bibliotecas y promoción del uso de preservativos. Además, la fundación intenta conseguir oportunidades de empleo para gais y apoya a otras organizaciones para homosexuales. También planea abrir una residencia para ancianos gais. Lakshaya es miembro del India Network For Sexual Minorities (INFOSEM) y miembro fundador de Sexual Health Action Network (SHAN).
La fundación ganó el premio Civil Society Award 2006 por su trabajo de prevención del sida entre hombres homosexuales.
Manvendra inauguró el Europride de 2008 en Estocolmo, Suecia.